# Abhinavagupta
Abhinavagupta (अभिनवगुप्त) (Kashmir, 950 circa – Mangam, 1020 circa) è stato un filosofo indiano.
Non solo, Abhinavagupta fu uno dei più grandi filosofi, mistici ed esteti dell'India. Fu inoltre considerato illustre musicista, poeta, drammaturgo, esegeta, teologo, e logico, dotato di una personalità eclettica che esercitò ed esercita tuttora un forte influsso sulla cultura indiana. Fu il più autorevole esponente dello Shivaismo monistico kashmiro.
Nella sua lunga vita completò oltre 35 opere, la più voluminosa e famosa delle quali è il Tantrāloka, un trattato enciclopedico su tutti gli aspetti filosofici e pratici del Trika e del Kaula (oggi noti come scuole dello Shivaismo Kashmiro e del tantrismo). Un altro suo contributo molto importante, nell'ambito della filosofia estetica, è il celebre commento del Abhinavabhāratī Nāṭyaśāstra di Bharata Muni e lo Dhvanyāloka di Ānandavardhana.

## Biografia
Nato in una famiglia di studiosi e mistici Abhinavagupta studiò tutte le scuole di filosofia e d'arte del suo tempo sotto la guida di ben quindici (o più) insegnanti e guru. 
Si dice che Abhinavagupta non fosse il suo vero nome, ma un titolo onorifico assegnatogli da un suo maestro che significa competente ed autorevole. Nella sua analisi, Jayaratha (1150-1200 d.C.) - che è stato il commentatore più importante di Abhinavagupta - rivela anche altri tre ulteriori significati del nome: colui che è sempre vigile, onnipresente e protetto da lodi. Raniero Gnoli, il solo sanscritista che abbia completato una traduzione del Tantrāloka in una lingua europea, afferma che Abhinavagupta significa anche nuovo, un riferimento alla forza creativa sempre nuova della sua esperienza mistica. 
Da Jayaratha apprendiamo che Abhinavagupta era in possesso di tutte le sei qualità richieste per i possessori del grado molto elevato di śaktipāta, come descritto nei testi sacri (Śrīpūrvaśāstra): una fede incrollabile in Dio, la realizzazione dei mantra, il controllo dei principi oggettivi (cioè dei 36 Tattva), il successo in tutte le attività intraprese, il talento poetico e la conoscenza spontanea di tutte le discipline.
La creatività di Abhinavagupta ha spaziato attraverso diversi generi letterari, dai canti devozionali alle opere accademico/filosofiche fino ai testi di carattere esoterico che descrivono rituali e pratiche yogiche.
Come autore è considerato un sistematizzatore del pensiero filosofico in quanto ha ricostruito, razionalizzato e strutturato il sapere filosofico in una forma più coerente, valutando tutte le fonti a sua disposizione.

## Sfondo sociale, familiare e discepoli

### Nascita "magica"
Il termine con cui Abhinavagupta stesso definisce la sua origine è "yoginībhū" "nato da una yogini" 10. Nello Shivaismo del Kashmir e soprattutto in quello Kaula si ritiene che la progenie di genitori "stabiliti nell'essenza divina di Bhairava", sia dotata di straordinari poteri spirituali e intellettuali. Un tale bambino dovrebbe essere il "depositario della conoscenza".

### I genitori
Abhinavagupta nacque in una famiglia di brahmini noti per la loro profonda devozione e l'inclinazione alla ricerca intellettuale. 
Sua madre, Vimalā (Vimalakalā) morì quando Abhinavagupta aveva solo due anni. Il padre, Cukhula o Narasiṁhagupta, dopo la morte della moglie, preferì uno stile di vita ascetico, pur dedicandosi all'educazione dei suoi tre figli. Era un uomo estremamente colto e "straordinariamente devoto a Maheśvara" (Shiva); fu il primo maestro di Abhinavagupta, e lo istruì nella grammatica, nella logica e nella letteratura.

### Famiglia
Abhinavagupta aveva un fratello e una sorella. Il fratello, Manoratha, era un fervente devoto esperto di Shiva. Sua sorella, Amba (nome presunto, secondo Navjivan Rastogi), si dedicò al culto in tarda età dopo la morte di suo marito.
Suo cugino Karna dimostrò sin dalla giovinezza di comprendere l'essenza dello Shivaismo ed era distaccato dal mondo. Sua moglie era presumibilmente proprio la sorella maggiore di Abhinavagupta Amba, che guardava con reverenza al suo illustre fratello. Amba e Karna ebbero un figlio, Yogeśvaridatta, che mostrò un precoce talento nello yoga (yogeśvar implica il significato di signore dello yoga).
Abhinavagupta cita anche il suo discepolo più fedele Rāmadeva dedito allo studio delle Scritture e a servire il suo maestro. Un altro cugino era Kṣema, forse lo stesso illustre discepolo di Abhinavagupta Kṣemarāja. Mandra, un amico d'infanzia di Karna, fu loro ospite in una residenza di campagna: era non solo ricco e con una personalità piacevole, ma anche altrettanto colto. E, ultimo ma non meno importante, Vatasikā, la zia di Mandra, che ottenne una menzione speciale da Abhinavagupta per le cure che gli riservò con eccezionale dedizione e sollecitudine; per esprimere la sua gratitudine, Abhinavagupta dichiarò che fu per merito di Vatasikā se riuscì a completare con successo la sua opera.
Il quadro che emerge è che Abhinavagupta visse in un ambiente erudito e protetto, dove le sue energie creative ricevettero tutto il sostegno necessario. Tutti intorno a lui erano pieni di fervore spirituale e lo scelsero come maestro spirituale. Il gruppo di sostegno della famiglia e degli amici fu altrettanto necessario delle sue geniali qualità personali al fine di completare un'opera ponderosa come il Tantrāloka. 

### Antenati
Secondo quanto afferma lo stesso Abhinavagupta, l'antenato più antico a lui noto si chiamava Atrigupta, nato a Madhyadeśa in India (probabilmente moderno Kannauj), che viaggiò per il Kashmir, su incarico del re Lalitāditya, intorno all'anno 740 d.C.

## Maestri
Abhinavagupta fu famoso per la sua insaziabile sete di conoscenza. Per la sua istruzione ebbe molti insegnanti (ben 15, o più), filosofi, mistici e studiosi. Frequentò i visnuiti, i buddisti, i seguaci dello Shivaismo Siddhanta e gli studiosi del Trika. 
Fra i suoi maestri più importanti egli ne elenca quattro: Vāmanātha gli diede l'insegnamento relativo allo Shivaismo dualista; Bhūtirāja, che, oltre ad istruirlo nella dottrina dualista-nondualista, fu anche il padre di due eminenti studiosi; Lakṣmaṇagupta, un discepolo diretto di Somānanda, nel lignaggio del Tryambaka, era molto rispettato da Abhinavagupta e gli insegnò tutte le dottrine di pensiero monistiche: il Krama, il Trika e la Pratyabhijñā (tranne il Kula); Śambhunātha infine gli insegnò la quarta dottrina (Ardha-tryambaka), che è quella Kaula, fondata dalla figlia di Tryambaka.
Śambhunātha fu fra i guru di Abhinavagupta, quello da lui più amato. Descrivendo la grandezza del suo maestro, paragonò Śambhunātha al Sole, che ha il potere di dissipare l'ignoranza del cuore, e, in un altro punto, alla luna che splende sull'oceano della conoscenza del Trika.
Abhinavagupta ricevette l'iniziazione Kaula attraverso la moglie di Śambhunātha (in veste di Duti o guida). Questa iniziazione viene conferita attraverso un particolare tipo di atto sessuale in cui tutta l'energia è trasmutata e sublimata nel cuore e infine nella coscienza. Tale metodo è difficile ma molto rapido ed è riservato a coloro che hanno superato i loro limiti mentali e sono puri. 
Fu Śambhunātha a chiedergli di scrivere il Tantrāloka. Come Guru, egli influenzò profondamente sia la struttura del Tantrāloka sia la vita del suo creatore, Abhinavagupta.
Ben dodici dei suoi maestri principali sono elencati per nome, ma senza dettagli. Bhāskara, gli fu maestro nella scuola dello Spanda, risalente a due grandi maestri kashmiri, Vasugupta e Kallaṭa, vissuti nella prima metà del IX secolo. Da Bhaṭṭa Tauta apprese la retorica e la poetica. Si crede che Abhinavagupta abbia avuto altri insegnanti minori. Inoltre durante la vita studiò un gran numero di testi da cui trasse varie citazioni per la sua opera principale, desiderando creare una sintesi sistematica ed omnicomprensiva, dove le differenze esistenti fra scritture di diverse scuole risultassero integrate in una prospettiva superiore.

## Stile di vita
Abhinavagupta rimase celibe per tutta la vita, tuttavia essendo un adepto Kaula non praticava presumibilmente l'astinenza sessuale.
Studiò assiduamente, almeno fino all'età di 30 o 35anni, e per farlo viaggiò soprattutto all'interno del Kashmir.
Secondo la sua stessa testimonianza, raggiunse la liberazione spirituale attraverso la pratica Kaula, che si basa sulla sessualità tantrica, sotto la guida del suo maestro più ammirato, Śambhunātha.
Visse nella sua casa (che funzionava come un ashram) con i suoi familiari e discepoli, non divenne un monaco errante, né osservò gli obblighi propri della casta dei brahmini.
Così, Abhinavagupta trascorse la vita come scrittore e insegnante. La sua personalità fu la realizzazione vivente della sua visione.
In un dipinto d'epoca è raffigurato seduto in Virasana, circondato da discepoli devoti e familiari, immerso in una sorta di trance musicale, che suona la veena mentre detta versi del Tantrāloka a uno dei suoi attendenti; dietro di lui, due Duti (yogi donne) che lo aspettano.
Una leggenda sul momento della sua morte (collocato fra il 1015 e il 1025 a seconda delle fonti), narra che portò con sé 1200 discepoli e si diresse verso una grotta (la grotta Bhairava, un luogo reale conosciuto ancora oggi), recitando il suo poema Bhairava-Stava, un'opera devozionale. 
Essi non furono mai più visti, la tradizione vuole che essi abbiano attraversato insieme la "soglia del mondo spirituale".

## Opere
Le opere di Abhinavagupta coprono vari campi: manuali di riti religiosi, canti devozionali, opere filosofiche e di estetica. Qui sono elencate la maggior parte delle sue opere9. Quelle con il titolo in grassetto sono le più importanti.

### Opere Religiose

#### Tantrāloka
La sua opera più importante è il Tantrāloka, "Luce dei Tantra", una sintesi di tutto il sistema Trika. La sola traduzione completa in una lingua europea, l'italiano, è di Raniero Gnoli, ora alla sua seconda edizione. Il capitolo 29 sull'esoterico rituale Kaula con il commento di Jayaratha è stato tradotto in inglese dal Rev. Dott. John R. Dupuche. Un complesso studio del contesto, degli autori, dei contenuti e dei riferimenti del Tantrāloka è stato pubblicato da Rastogi Navjivan, professore dell'Università di Lucknow.

#### Commento alla Parātrīśikā
Un altro testo importante è il commento alla Parātrīśikā, un breve testo sacro di trenta versi assai venerato dedicato alla Dea Suprema, Para. 
Il Parātrīśikāvivaraṇa, che spiega il significato dell'energia dei fonemi e i due sistemi sequenziali di ordinarli, la Mātṛkā e la Malini, è stato l'ultimo grande progetto di traduzione di Jaideva Singh. 

#### Tantrasārae altre opere
Il Tantrasāra, "Essenza del Tantra", è una versione riassunta, in prosa, del Tantrāloka, ed è stato a sua volta riassunto nel Tantroccaya e infine presentato in forma sintetica e molto breve con il nome di Tantravaṭadhānikā, "Il seme del Tantra".
Pūrvapañcikā è un commento al Pūrvatantra, ossia il Mālinīvijaya Tantra, oggi perduto.
Il Mālinīvijayā-vārttika, "Commento al Mālinīvijaya", è un commento in versi sulla prima strofa del Mālinīvijaya Tantra. 
Kramakeli, "Il Gioco di Krama", è un commento al Kramastotra, oggi perduto. 
Il Bhagavadgītārtha-Samgraha, che significa "Commento essenziale alla Bhagavad Gita", oltre alla traduzione italiana realizzata da Raniero Gnoli nel 1976, ha ora una traduzione in inglese di Boris Marjanovic. 
Altre opere di carattere religioso sono: 
- Parātrīśikā-laghuvṛtti: "Commento breve alla Parātrīśikā"
- Paryantapañcāśīkā: "Cinquanta Versi sulla Realtà Ultima"
- Rahasyapañcadaśikā: "Quindici Versetti della dottrina segreta"
- Laghvī prakriyā: "Breve Cerimonia"
- Devīstotravivaraṇa: "Commento all'Inno alla Devi"
- Paramārthasāra: "Essenza della Realtà Suprema", revisione in chiave shivaita della Śeṣakārikā attribuita a Patañjali
- Bodhapañcadaśikā: "Quindicina della Coscienza"

#### Inni devozionali
Abhinavagupta ha composto un certo numero di poesie devozionali, molte delle quali sono state tradotte in francese da Lilian Silburn: 
- Paramārthacarcā: Discussione sulla Realtà Suprema
- Anubhavanivedana: Omaggio all'esperienza interiore
- Anuttarāṣṭikā: Otto versi su Anuttara
- Krama-stotra: Inno al Krama
- Bhairava-Stava: Inno a Bhairava
- Dehasthadevatācakra-stotra: Inno alla Ruota delle Divinità che abitano il corpo
- Paramārthadvādaśikā: Dodici versi sulla Realtà Suprema
- Mahopadeśa-viṁśatikā: Venti versi sul Grande Insegnamento.

Un altro poema, Śivaśaktyavinābhāva-stotra, Inno all'inseparabilità di Shiva e Shakti, è andato perduto. 

### Opere filosofiche
Fra le opere più importanti di Abhinavagupta vi sono l'Īśvarapratyabhijñā-vimarśini, "Commento alle Stanze del riconoscimento del Signore" e l'Īśvarapratyabhijñāvivṛtivimarśini, "Commento alla spiegazione dell'Īśvarapratyabhijñā", scritta da Uptaladeva. Questo trattato è fondamentale nella trasmissione della scuola Pratyabhijnâ ai giorni nostri. Un altro commento, il Pratyabhijnâ Śivadṛṣṭyālocana, "Commento che illumina le Stanze del riconoscimento di Shiva", è ora perduto. Altri commenti perduti sono il Padārthapraveśa-nirṇayaṭykā, "Commento alla Spiegazione introduttiva delle categorie", e il Prakīrṇakavivaraṇa, "Commento allo Zibaldone", – che si riferisce al terzo capitolo del Vākyapadīya di Bhartṛhari. Altri testi filosofici di Abhinavagupta sono Kathāmukhatilaka, "Ornamento del Volto dei discorsi", e Bhedavādavidāraṇa, "Confutazione del dualismo".

### Opere poetiche e drammatiche
L'opera più importante di Abhinavagupta sulla filosofia dell'arte è l'Abhinavabhāratī - un commento lungo e complesso sul Nāṭyaśāstra, Libro del Teatro, di Bharata Muni. Quest'opera costituisce uno degli motivi fondamentali che hanno reso famoso Abhinavagupta fino ai giorni nostri. Il suo contributo più importante è la teoria del rasa ("gusto estetico").
Altre opere poetiche sono: il Ghatakarparakulakavivṛti, un commento a un poemetto chiamato Ghaṭakarpara attribuito a Kālidāsa; il Kāvyakauṭukavivaraṇa, "Commento all'incanto poetico" (un'opera perduta di Bhatta Tauta), ora perduto; e infine il Dhvanyālokalocana, "Illustrazione del Dhvanyāloka", la Luce del Senso Poetico, che è una famosa opera di Ānandavardhana, un retore e filosofo vissuto in Kashmir nel IX secolo.